# Ourafane
Ourafane è un comune rurale del Niger facente parte del dipartimento di Tessaoua nella regione di Maradi.